# Vira Brasil
Vira Brasil Music Festival foi um festival de música gospel da Igreja Batista da Lagoinha, transmitido em 31 de dezembro de 2024 como um especial de fim de ano pelo SBT e +SBT, com apresentação de Yudi Tamashiro e Nadja Haddad.
Idealizado pelo pastor brasileiro André Fernandes, o Vira Brasil refletiu sua visão de unir música e fé. Além disso, contou com a presença de artistas da música gospel e outros convidados.

## História
O Vira Brasil 25 foi realizado no Allianz Parque, em São Paulo, que já recebeu algumas das maiores turnês do mundo. Dessa vez, o estádio se transformou para acolher uma experiência musical.
Os organizadores tiveram como objetivo proporcionar ao público uma virada de ano em um ambiente acolhedor. Para André Valadão, presidente da Lagoinha Global, o episódio seria um marco para todos os cristãos tanto no Brasil como fora do país.

### Ingressos
O ingresso com menor preço, vendido a R$ 55 (com taxas), esgotou nos primeiros dias de divulgação. A Igreja também ofereceu um serviço de transporte de ônibus que saiu da sede da Lagoinha Alphaville até o Allianz Parque. Após críticas sobre os valores cobrados, que chegavam a ultrapassar R$ 3,5 mil na área VIP Experience, a organização passou a oferecer entradas simbólicas por R$ 20.
O evento organizado pela Igreja Batista da Lagoinha de Alphaville seguiu os moldes do que foi anunciado pela igreja pastoreada por André Valadão, em Orlando, nos EUA. Para a virada da Lagoinha em solo americano, os ingressos custaram até R$ 5 mil.

## Edições
O Vira Brasil totaliza 2 edições, sendo uma em São Paulo (Brasil) e outra em Orlando (Estados Unidos).

### Vira Brasil
| Nº | Ano  | Edição         | Local     |
| -- | ---- | -------------- | --------- |
| 1  | 2024 | Vira Brasil 25 | São Paulo |

### Vira Brasil USA
| Nº | Ano  | Edição             | Local   |
| -- | ---- | ------------------ | ------- |
| 1  | 2024 | Vira Brasil 25 USA | Orlando |

## Line-up
| Brasil | USA |
| Vira Brasil 25 | Vira Brasil 25 |
| --- | --- |
| - André Fernandes - Fernandinho - Morada - Tiffany Hudson - André Valadão (Online) - Quezia Cadimo - Richard Gordon - Sued Silva - Eli Soares - Victor Hugo - Isaias Saad - Ana Nóbrega - Alpha Music - Fhop Music - Ronny Oliveira - Paulo Vieira e Camila - Seja Luz | - André Valadão - Aline Barros - Camila Barros - Maria Marçal - Deive Leonardo - Eliezer de Tarsis - Marcelo Markes - Drops - Theo Rubia - Jefferson e Suellen - Lukas Agustinho |